# Mycomya simpla
Mycomya simpla är en tvåvingeart som beskrevs av Coher 1959. Mycomya simpla ingår i släktet Mycomya och familjen svampmyggor. Inga underarter finns listade i Catalogue of Life.